# 1965년 프랑스 대통령 선거
1965년 프랑스 대통령 선거는 1848년 이후 117년 만에 치러진 프랑스의 대통령 직접선거로 1965년 12월 5일에 1차 투표가 실시되었으며 12월 19일에 결선 투표가 실시되었다.
예상대로 드 골 대통령이 재선에 성공하였으나, 결선투표에 오른 프랑수아 미테랑 후보 역시 돌풍을 일으켰다.

## 배경
제1통령을 거쳐 황제가 된 나폴레옹 1세와 대통령으로 선출된 뒤 황제에 오른 나폴레옹 3세의 전례로 인해 프랑스 사회는 대통령의 권한을 강화하는 것에 거부감이 있었고, 대통령의 권한을 낮추기 위해 간접선거제를 이용했다.
그러나 프랑스 제3공화정의 혼란이 의원내각제 때문이라며 프랑스 제4공화정을 무너뜨리고 샤를 드 골 장군은 대통령 중심제를 도입한 프랑스 제5공화국 초대 대통령에 선출된 뒤 편법을 동원하여 1962년 10월 프랑스 국민투표에서 대통령 직선제를 도입한다.

## 후보
직선제가 도입되고 드골 대통령의 재선이 확실시되면서, 피에르 멘데프랑스 전 총리 등을 비롯한 유력 후보들은 불출마를 선언했고, 강력한 대항마가 없었던 드골대통령은 선거 한달 전에야 출마를 선언하며 조용한 선거운동을 진행했다.
한편 중도좌파지 렉스프레스는 공산당을 제외한 후보들의 단일화를 주장했고, 이에 힘입어 사회주의 인터내셔널 프랑스 지부 소속 가스통 드페르 마르세유 시장은 중도좌파와 중도우파의 연대를 주장하며 인터내셔널과 급진당, 중도우파 정당인 대중공화운동의 연대를 주도하였으나, 인터내셔널 기 몰레 지부장 등을 비롯한 각 당 지도부의 반대로 좌절된다.
이에 중도우파 정당인 대중공화운동과 소상공인과 농민의 국민중심은 장 르카뉘에 대중운동 총재를 단일후보로 선출하고 드골 정권의 국가주의 등을 비판하고 나선다.
한편 4공화국에서 장관을 지낸 뒤 드골 정권에 반대하며 사회주의자로 전향한 프랑수아 미테랑 전 장관은 좌파진영의 단일화를 주장했고, 그가 창당한 공화제대회를 비롯해 드골에 대항할 후보를 찾던 인터내셔널, 급진당, 민주사회레지스탕스연맹, 사회주의단체연맹, 좌파혁신연맹 등이 민주사회좌파연맹을 결성하고 미테랑 전 장관을 단일 후보로 선출했고, 고립된 프랑스 공산당 역시 미테랑 지지를 선언하며 이에 합류한다.

## 선거 결과
1차투표에서 드골이 압승할 것이라는 다수의 예상과 달리, 미테랑 후보는 결선투표에 진출해 드골 대통령을 10%p차로 추격하기에 이르렀다.

1차투표 지역별 최다득표자
샤를 드 골
프랑수아 미테랑

2차투표 지역별 최다득표자
샤를 드 골
프랑수아 미테랑

| 후보                                                                | 후보                    | 정당             | 정당        | 1차 투표   | 1차 투표 | 2차 투표   | 2차 투표 |
| 후보                                                                | 후보                    | 정당             | 정당        | 득표수     | %        | 득표수     | %        |
| ------------------------------------------------------------------- | ----------------------- | ---------------- | ----------- | ---------- | -------- | ---------- | -------- |
|                                                                     | 샤를 드 골              | 신공화국연합     | UNR         | 10,828,521 | 44.65%   | 13,083,699 | 55.20%   |
|                                                                     | 프랑수아 미테랑         | 민주사회좌파연합 | CIR         | 7,694,005  | 31.72%   | 10,619,735 | 44.80%   |
|                                                                     | 장 르카뉘에             | 대중공화운동     | MRP         | 3,777,120  | 15.57%   |            |          |
|                                                                     | 장-루이 틱시에-비냥쿠르 | 무소속 극우      | 무소속 극우 | 1,260,208  | 5.20%    |            |          |
|                                                                     | 피에르 마르셰이시       | 유럽 자유당      | PLE         | 415,017    | 1.71%    |            |          |
|                                                                     | 마르셀 바르부           | 무소속 좌파      | 무소속 좌파 | 279,685    | 1.15%    |            |          |
|                                                                     |                         |                  |             |            |          |            |          |
| 합계                                                                | 합계                    | 합계             | 합계        | 24,254,556 | 100%     | 23,703,434 | 100%     |
|                                                                     |                         |                  |             |            |          |            |          |
| 유효표                                                              | 유효표                  | 유효표           | 유효표      | 24,254,556 | 98.99%   | 23,703,434 | 97.26%   |
| 무효표                                                              | 무효표                  | 무효표           | 무효표      | 248,360    | 1.01%    | 668,213    | 2.74%    |
| 투표율                                                              | 투표율                  | 투표율           | 투표율      | 24,502,916 | 84.75%   | 24,371,647 | 84.32%   |
| 기권                                                                | 기권                    | 기권             | 기권        | 4,407,665  | 15.25%   | 4,531,057  | 15.68%   |
| 등록유권자                                                          | 등록유권자              | 등록유권자       | 등록유권자  | 28,910,581 |          | 28,902,704 |          |
|                                                                     |                         |                  |             |            |          |            |          |
| 출처: List of candidates · First round result · Second round result |                         |                  |             |            |          |            |          |